# سانتوس ارناندس (دوچرخه‌سوار)
سانتوس ارناندس (اسپانیایی: Santos Hernández‎؛ زادهٔ ۴ ژانویهٔ ۱۹۶۷ ‏(۵۸ سال)) دوچرخه‌سوار اهل اسپانیا است. وی در مسابقات جیرو دیتالیا شرکت کرده است.